# Distretto di Narodyči
Il distretto di Narodyči (in ucraino Народицький район?, Narodyc'kyj rajon) era un distretto dell'Ucraina, situato nell'oblast' di Žytomyr. Il suo capoluogo era Narodyči. È stato soppresso in seguito alla riforma amministrativa del 2020.